# Koppa

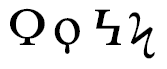
Koppa — archaické a moderní varianty (majuskulní a minuskulní)

Koppa (majuskulní podoba Ϙ, novější Ϟ, minuskulní podoba ϙ, novější ϟ) je písmeno, které se používalo v začátečních verzích řecké abecedy, vzniklo z fénického písmene kóf. V řečtině se používalo jako /k/ před samohláskami Ο, Υ a Ω. Koppa byla později nahrazena kappou (Κ).
Jako všechna řecká písmena se koppa používala i jako číslice, měla hodnotou 90. Vyvinulo se z něj písmeno Q v latince.
Koppa se také používala jako symbol pro město Korint, které se zprvu psalo Ϙόρινθος.

## Reprezentace v počítači
V Unicode je podporováno
- jak majuskulní forma
  - U+03D8 GREEK LETTER ARCHAIC KOPPA
- tak minuskulní forma
  - U+03D9 GREEK SMALL LETTER ARCHAIC KOPPA